# Grammersberg
Der Grammersberg ist die östlichste Erhebung im langen Grat der Pürschschneid, den das Grasköpfl nach Osten sendet. Im Sattel zwischen Grammersberg und Pürschschneid befindet sich die Grammersbergalm. Der etwas eigenständigere Roßkopf bildet noch eine weitere Erhebung vor dem anschließenden Dürrachtal.
Der höchste Punkt kann einfach von der Grammersbergalm aus erreicht werden.